# Katherine Locke
Pour les articles homonymes, voir Locke.
Katherine Locke, née le 24 juin 1910 à Kalinkavitchy (Biélorussie ; alors Empire russe) et morte le 12 septembre 1995 à Los Angeles (Californie), est une actrice américaine d'origine russe.

## Biographie
Émigrée dans sa jeunesse aux États-Unis, Katherine Locke y débute au théâtre et joue notamment à Broadway (New York), où sa première pièce est Cette nuit là de Lajos Zilahy (1932, avec Judith Anderson et Ian Keith) ; la dernière est représentée en 1942-1943.
Entretemps, citons une adaptation du roman Crime et Châtiment de Fiodor Dostoïevski (1935, avec Lee J. Cobb et Morgan Farley), Hamlet de William Shakespeare (1938-1940, avec Maurice Evans dans le rôle-titre et Mady Christians, elle-même personnifiant Ophélie), ainsi que Clash by Night (en) de Clifford Odets (1941-1942, avec Tallulah Bankhead et Lee J. Cobb).
Au cinéma, elle contribue à huit films américains, depuis Straight from the Shoulder (en) de Stuart Heisler (1936, avec Ralph Bellamy et Andy Clyde) jusqu'à Un certain sourire de Jean Negulesco (1958, avec Rossano Brazzi et Joan Fontaine), après quoi elle se retire définitivement.
Dans l'intervalle, mentionnons La Septième Croix de Fred Zinnemann (1944, avec Spencer Tracy et Signe Hasso), La Fosse aux serpents d'Anatole Litvak (1948, avec Olivia de Havilland et Mark Stevens) et On murmure dans la ville de Joseph L. Mankiewicz (1951, avec Cary Grant et Jeanne Crain).
À la télévision américaine, Katherine Locke apparaît uniquement dans un épisode, diffusé en 1952, de la série The Unexpected (en).
De 1947 jusqu'à sa mort en 1995 (à 85 ans), elle est mariée au scénariste Norman Corwin (1910-2011).

## Théâtre à Broadway (intégrale)
- 1932 : Cette nuit là (Firebird) de Lajos Zilahy, adaptation de Jeffrey Dell : une locataire
- 1934 : Halfway to Hell de (et mise en scène par) Crane Wilbur : Ruth Allen
- 1935 : Crime et Châtiment (Crime and Punishment), adaptation du roman éponyme de Fiodor Dostoïevski, costumes d'Irene Sharaff : la deuxième jeune femme
- 1935 : If a Body d'Edward Knoblauch et George Rosener : Helen Rainsford
- 1937-1938 : Having Wonderful Time d'Arthur Kober, mise en scène de Marc Connelly : « Teddy »[1]
- 1938 : How to Get Tough About It de Robert Ardrey : Kitty
- 1938-1940 : Hamlet de William Shakespeare, production de Maurice Evans : Ophélie
- 1939 : Christmas Eve de Gustav Eckstein : Julia
- 1940 : La Cinquième Colonne (The Fifth Column) d'Ernest Hemingway, adaptation de Benjamin Glazer, mise en scène de Lee Strasberg : Dorothy Bridges
- 1941-1942 : Clash by Night de Clifford Odets, mise en scène de Lee Strasberg : Peggy[2]
- 1942-1943 : Proof Thro' the Night de (et mise en scène par) Allan R. Kenward : Connie

## Filmographie complète

### Cinéma
- 1936 : Straight from the Shoulder de Stuart Heisler : Gail Pyne
- 1944 : Le Président Wilson (Wilson) d'Henry King : Helen Bones
- 1944 : La Septième Croix (The Seventh Cross) de Fred Zinnemann : Mme Sauer
- 1948 : La Fosse aux serpents (The Snake Pit) d'Anatole Litvak : Margaret
- 1950 : Fureur sur la ville (The Sound of Fury) de Cy Endfield : Hazel
- 1951 : On murmure dans la ville (People Will Talk) de Joseph L. Mankiewicz : Mlle James
- 1952 : Flesh and Fury (en) de Joseph Pevney : Mme Hollis
- 1958 : Un certain sourire (A Certain Smile) de Jean Negulesco : Mme Vallon

### Télévision
- 1952 : The Unexpected (série), saison 1, épisode 24 One for the Money de Sobey Martin : une femme